# Anita gigas
Anita gigas är en fjärilsart som beskrevs av Rothschild 1917. Anita gigas ingår i släktet Anita och familjen tandspinnare. Inga underarter finns listade i Catalogue of Life.